# Wolferkofen
Wolferkofen ist ein Ortsteil der niederbayrischen Gemeinde Oberschneiding im Landkreis Straubing-Bogen. 
Das Dorf liegt etwa zwei Kilometer vom Ort Oberschneiding entfernt zwischen der Bundesstraße 20 und der Kreisstraße SR 72.

## Geschichte
Die erste urkundliche Erwähnung der Gemeinde Wolferkofen war im Jahre 901. 
Bis 1971 war Wolferkofen eine Gemeinde im Landkreis Straubing mit den Gemeindeteilen Hölldorf, Lohhof, Meindling, Padering, Siebenkofen, Straßenheim und Wolferkofen. Am 1. Januar 1972 wurde sie im Zuge der kommunalen Gebietsreform in die Gemeinde Oberschneiding eingegliedert. Die Einwohnerzahl der Gemeinde Wolferkofen betrug zu diesem Zeitpunkt 391. Der damalige Bürgermeister von Wolferkofen, Adalbert Böck, der 1970 nach dem Tod von Karl Seeholzer gewählt worden war, blieb nach dem Zusammenschluss der Gemeinden Oberschneiding, Wolferkofen und Niederschneiding bis zum 30. April 2002 Erster Bürgermeister der neu gestalteten Gemeinde Oberschneiding.